# Sól suchedniowa
Sól suchedniowa, sól szlachecka – sól, którą szlachta mocą przywilejów nieszawskich z 1454 roku mogła kupować po cenie zniżonej z żup wielickich i bocheńskich, administrowanych przez skarb koronny.
W przywileju nieszawskim cenę soli wielickiej wyznaczono na 6 groszy za cetnar, soli bocheńskiej na 8 groszy. 
Początkowo sprzedaż tej soli prowadzono tylko w żupach i tylko cztery razy w roku na Suche dni, czyli w okresie Zielonych Świąt, święta Podwyższenia Krzyża Św., św. Łucji i na początku Wielkiego Postu. Od początku XVI wieku była dostępna przez cały rok i nie tylko w Wieliczce i Bochni, ale także w rozrzuconych po całym kraju królewskich składach soli, gdzie sprzedawano ją po cenach nieco wyższych niż w żupach, ale niższych od rynkowych.